# 天保山大橋 (大阪府)

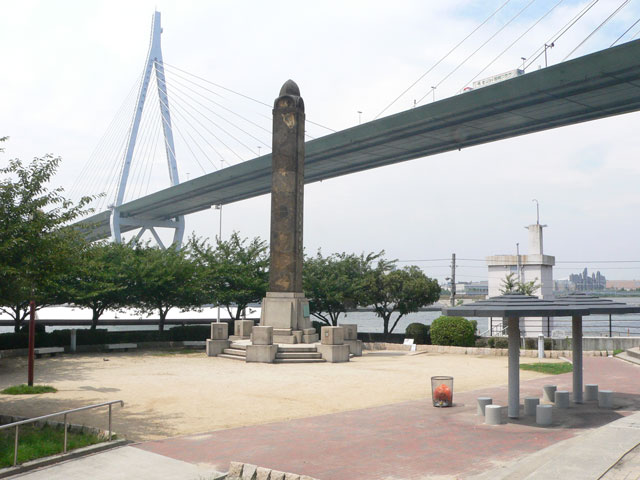
天保山大橋と天保山公園

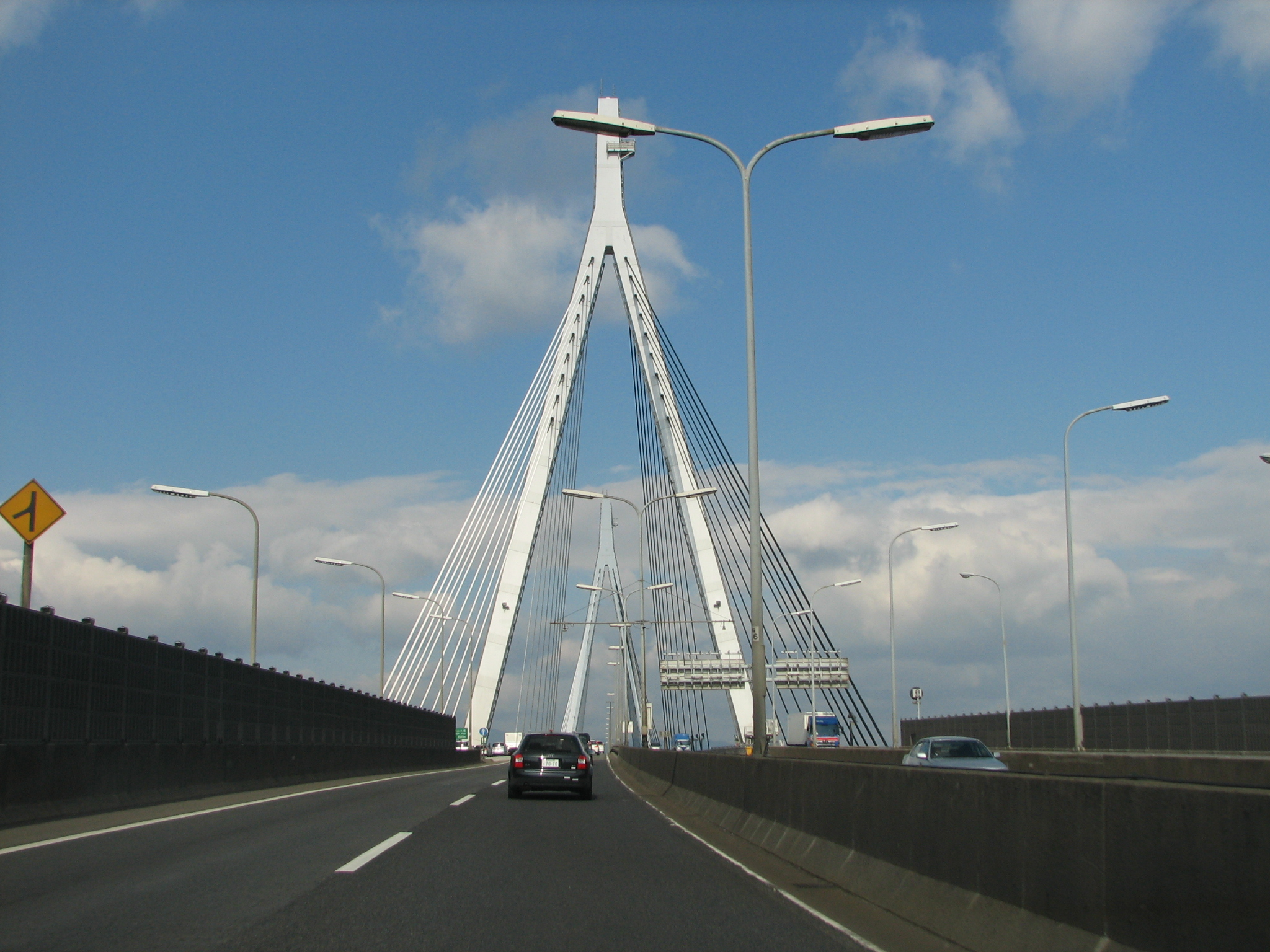
道路上より見る

天保山大橋（てんぽうざんおおはし）は、安治川の河口に架かる斜張橋。大阪市港区築港と同市此花区桜島とを結んでおり、阪神高速5号湾岸線の一部となっている。

## 要目
- 完成年次 : 1990年
- 橋長 : 640m
- 中央径間長 :350m
- 主塔高 : 152m
- 桁下高 : 45m
- 幅員 : 25.3m （主塔の幅は、桜島側よりも築港側の方が広くなっている。）
- 車線数 : 6車線
- 制限速度 : 80km/h
- ランプ : 天保山出入口

## 周辺の主な施設
- 天保山ハーバービレッジ
- ユニバーサル・スタジオ・ジャパン
- 天保山渡（天保山大橋は自動車専用橋のため、徒歩および自転車の場合はこちらを利用する）

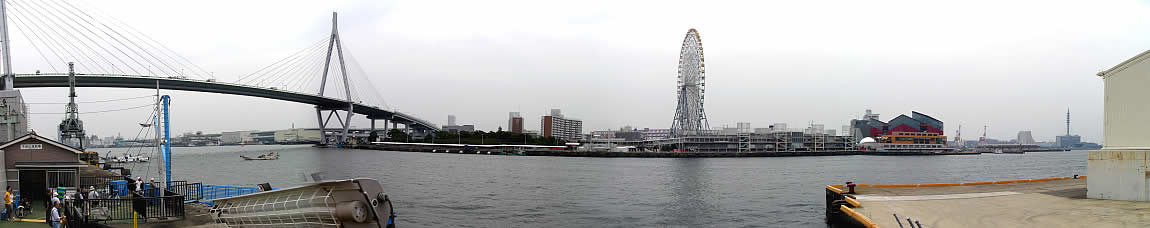
天保山大橋と海遊館

## 関連リンク
- CVV(Civil Veterans & Volunteers)HP：天保山大橋(TEMPOHZAN BRIDGE)